# 이용순 (대한제국)
이용순(李龍淳, ? - ?)은 일제강점기의 독립운동가이자 교육인, 사회사업가이다. 독립운동가 이교문의 손자이며 송재 서재필, 서재창의 외종손이기도 하다. 자는 현향(現鄕)이고 호는 용암(龍岩)이다. 본관은 성주(星州)이다.

## 생애
항일의병장인 이교문(李敎文)의 손자이자 이일의 아들이다. 5대조 이유원이 보성군 문덕면 가내마을에 정착하였고 그의 아들들 중 이용순의 고조할아버지인 이기대(李箕大)는 저명한 성리학자이자 보성군의 갑부가 되었으며 참판을 역임하기도 했다. 그의 증대고모할머니 성주이씨는 1860년대 초 동복군수를 지낸 서광효에게 출가했는데, 서재필과 서재창이 그들의 아들이었다. 갑신정변 실패 후 그의 집안은 연좌제로 사형당하지 않을까 오랫동안 전전긍긍했다 한다.
일제강점기에 그의 집안은 독립운동에 투신하였다. 그는 경성법학전문학교(서울대학교 법과 대학의 전신)을 다녔다.
경성법전을 졸업한 용순은 낙향, 학숙을 열며 고향을 일구었다.
그의 3형제 모두 끝까지 창씨개명을 거부했다. 1947년 서재필은 귀국하자마자 외종손 용순을 만났다. 서재필은 눈물을 흘리며 "과거에 나로 인하여 외가에 많은 피해를 주었다. 고향에 돌아가 가세를 유지하길 바란다"고 했다. 아버지 이일은 미국에 있던 내종숙 서재필과 서신을 주고받았다. 그는 이 편지서신들을 보관하고 있었다. 그러나 아버지 이일과 서재필 주고 받았던 서신은 한국전쟁때 집과 함께 불타 없어졌다고 한다.
1947년 서재필이 미국으로 돌아갈 때 용순에게 '제발 정치에 참여하지 말고 고향에 돌아가 수신제가(修身齊家)하고 가업에 충실하라'하고 당부하였다. 이후 이용순은 고향인 보성군으로 돌아가 장학 사업과 교육 지원 활동 등에 전념했다. 후일 서재필의 시신이 환국했을 때 그의 시신을 돌보고 국립묘지 안장의 수발을 든 것은 이용순의 후예들이었다. 이는 갑신정변으로 서재필의 형제와 조카, 이복 형제들이 몰살당하고 살아남은 조카들도 멀리 피신했으며, 여동생 서기석이나 조카 서명원 등은 북한에 있었기 때문이었다.

## 가족 관계
- 고조 할아버지 : 이기대(李箕大, 다른 이름은 이영석, 1792년 ~ 1858년, 참판 역임)
  - 증대고모 : 성주이씨
  - 증대고모부 : 서광효
    - 내종조 : 서재필(1864-1951)
    - 내종조 : 서재창(1866-1884)
- 증조 할아버지 : 이지용(1825-1891)
- 할아버자 : 이교문(李敎文, 1846년 ~ 1914년, 항일의병장)
- 아버지 : 이일(李鎰, 1868년 - 1927년)

## 같이 보기
| - 갑신정변 - 이직 - 김옥균 - 서재필 - 서재창 - 송진우 - 윤치호 - 김성수 | - 이조년 - 이장경 - 김준연 - 김규식 - 장덕수 |